# Silent Shout
Silent Shout е третият студиен албум на шведското електронно дуо The Knife издадено първоначално в Швеция на 15 февруари 2006, а през следващия месец и в цяла Европа от тяхната собствена звукозаписна компания Rabid Records. На 25 юли 2006 албумът е издаден и в САЩ, но от Mute Records.
От албума са издадени общо пет сингъла: „Silent Shout“, „Marble House“, „We Share Our Mothers' Health“, „Like a Pen“ и „Na Na Na“.
На наградите Грамис през януари 2007, The Knife печелят във всички шест категории, в които са номинирани: „Композитор на годината“, „Музикално ДВД на годината“, „Продуцент на годината“, „Поп група на годината“, „Албум на годината“ и „Артистизъм на годината“. Въпреки многото си номинации, групата отказва да присъства на церемонията и благодари на всички чрез специално подготвен видеоклип, който е направен в духа на видеото към песента „Silent Shout“.
След издаването на този албум и забележителният му успех като за продукция на независима електронна група The Knife тръгват на първото и за момента единствено турне, за да промоцират „Silent Shout“. На 2 юли 2007 Mute Records издават делукс издание на „Silent Shout“ включващо три отделни диска. Първият диск съдържа стандартното издание на албума, вторият е ДВД от концерт на групата изнесен в Гьотеборг, Швеция, а третият е компилация от всички клипове на групата издавани дотогава.

## Песни
1. Silent Shout – 4:53
2. Neverland – 3:37
3. The Captain – 6:08
4. We Share Our Mothers' Health – 4:11
5. Na Na Na – 2:27
6. Marble House – 5:18
7. Like a Pen – 6:12
8. From Off to On – 3:57
9. Forest Families – 4:08
10. One Hit – 4:27
11. Still Light – 3:15